# Holzwickede
Holzwickede – miejscowość i gmina w zachodnich Niemczech, w kraju związkowym Nadrenia Północna-Westfalia, w rejencji Arnsberg, w powiecie Unna.

## Współpraca
Miejscowości partnerskie:
- Colditz, Saksonia
- Louviers, Francja
- Weymouth, Anglia